# Agua Señora
Agua Señora är en ort i Mexiko.   Den ligger i kommunen Mexquitic de Carmona och delstaten San Luis Potosí, i den centrala delen av landet, 400 km nordväst om huvudstaden Mexico City. Agua Señora ligger 1 910 meter över havet och antalet invånare är 1 123.
Terrängen runt Agua Señora är platt österut, men västerut är den kuperad. Terrängen runt Agua Señora sluttar brant österut. Runt Agua Señora är det tätbefolkat, med 591 invånare per kvadratkilometer. Närmaste större samhälle är San Luis Potosí, 11,7 km sydost om Agua Señora. Runt Agua Señora är det i huvudsak tätbebyggt.